# Ильин, Роман Геннадиевич
Роман Геннадиевич Ильин (род. 2 июля 1970, Москва, СССР) — российский хоккеист.

## Биография
В сезоне 1988/89 дебютировал в хоккее в третьей лиге СССР за московскую команду МЦОП. В 1990 году перешёл в московское «Динамо». Выступал за клуб с 1990 по 1997 год. В чемпионате СССР провёл 26 матчей, забросил 1 шайбу и отдал 3 голевые передачи. В чемпионате России за «Динамо» отыграл 249 игр, забросил 80 шайб и отметился 78 голевыми передачами. В 1997 году перешёл в братиславский «Слован». Провёл 3 сезона в чемпионате Словакии, отыграл 159 встреч, забросил 78 шайб и отдал 88 голевых передач. Последним сезоном в профессиональном хоккее у Романа Ильина стал 2000/01, который он отыграл в чемпионате России за ярославский «Локомотив». В 25 матчах за этот клуб Ильин забросил 1 шайбу и отметился 6 голевыми передачами.
Предприниматель. Игрок ветеранской команды «Легенды хоккея».